# Odontostilbe pulchra
Odontostilbe pulchra es una especie de peces de la familia Characidae en el orden de los Characiformes.

## Morfología
Los machos pueden llegar alcanzar los 3,7 cm de longitud total y las hembras 3,69. Vive en zonas de clima tropical en la isla de Trinidad, cuenca del río Orinoco, lago Valencia y cuenca del río Esequibo.